# Divisione Nazionale A 1936
La Divisione Nazionale A 1936 è stata la 20ª edizione della massima serie del campionato italiano maschile di pallanuoto. Le squadre partecipanti furono suddivise in tre gironi. La prima classificata di ogni girone guadagnò l'accesso al girone finale che si disputò a Merano nei giorni 12, 13 e 14 settembre.

## Fase a gironi
| Girone A                         | Girone B                                     | Girone C                      |
| -------------------------------- | -------------------------------------------- | ----------------------------- |
| - Triestina - Milano - Florentia | - Mameli - Andrea Doria - Camogli - Libertas | - GUF Torino - Napoli - Lazio |

### Girone A
| andata      | 1ª giornata         | ritorno      |
| 2 ago. 1936 |                     | 16 ago. 1936 |
| 2-5         | Triestina-Florentia | -            |
|             | Riposa: Milano      |              |

| andata      | 2ª giornata       | ritorno      |
| 9 ago. 1936 |                   | 30 ago. 1936 |
| -           | Milano-Triestina  | -            |
|             | Riposa: Florentia |              |

| andata       | 3ª giornata       | ritorno     |
| 15 ago. 1936 |                   | 6 set. 1936 |
| 3-2          | Florentia-Milano  | 10-2        |
|              | Riposa: Triestina |             |

| Pos. | Squadra   | Pt | G | V | N | P | GF | GS |
| ---- | --------- | -- | - | - | - | - | -- | -- |
| 1.   | Florentia | ?  | 4 | ? | ? | ? | ?  | ?  |
| 2.   | ?         | ?  | 4 | ? | ? | ? | ?  | ?  |
| 3.   | ?         | ?  | 4 | ? | ? | ? | ?  | ?  |

Verdetti
- Florentia qualificata alle finali.
- Triestina ritirata.

### Girone B
| andata      | 1ª giornata      | ritorno      |
| 9 ago. 1936 |                  | 23 ago. 1936 |
| 7-0?        | Camogli-Libertas | 5-0          |
| 1-0?        | Doria-Mameli     | 1-0          |

| andata       | 2ª giornata     | ritorno      |
| 16 ago. 1936 |                 | 30 ago. 1936 |
| 0-0          | Libertas-Mameli | -            |
| 5-0          | Camogli-Doria   | -            |

| andata       | 3ª giornata    | ritorno     |
| 16 ago. 1936 |                | 6 set. 1936 |
| 3-1          | Doria-Libertas | -           |
| 2-0          | Camogli-Mameli | -           |

| Pos. | Squadra | Pt | G | V | N | P | GF | GS |
| ---- | ------- | -- | - | - | - | - | -- | -- |
| 1.   | Camogli | ?  | 6 | ? | ? | ? | ?  | ?  |
| 2.   | ?       | ?  | 6 | ? | ? | ? | ?  | ?  |
| 3.   | ?       | ?  | 6 | ? | ? | ? | ?  | ?  |
| 4.   | ?       | ?  | 6 | ? | ? | ? | ?  | ?  |

Verdetti
- Camogli qualificata direttamente alle finali.

### Girone C
| andata      | 1ª giornata        | ritorno      |
| 2 ago. 1936 |                    | 23 ago. 1936 |
| -           | Lazio-Napoli       | -            |
|             | Riposa: GUF Torino |              |

| andata      | 2ª giornata | ritorno      |
| 9 ago. 1936 |             | 30 ago. 1936 |
| -           | -           | -            |
|             | Riposa:     |              |

| andata       | 3ª giornata | ritorno     |
| 16 ago. 1936 |             | 6 set. 1936 |
| -            | -           | -           |
|              | Riposa:     |             |

| Pos. | Squadra | Pt | G | V | N | P | GF | GS |
| ---- | ------- | -- | - | - | - | - | -- | -- |
| 1.   | Napoli  | ?  | 4 | ? | ? | ? | ?  | ?  |
| 2.   | ?       | ?  | 4 | ? | ? | ? | ?  | ?  |
| 3.   | ?       | ?  | 4 | ? | ? | ? | ?  | ?  |

Verdetti
- Napoli qualificata direttamente alle finali.
- Lazio ritirata.

## Finali

### Classifica
|  |    | Classifica finale 1936 | Pt | G | V | N | P | GF | GS | DR |
|  | -- | ---------------------- | -- | - | - | - | - | -- | -- | -- |
|  | 1. | Florentia              | 4  | 2 | 2 | 0 | 0 | 7  | 1  | +6 |
|  | 2. | Camogli                | 2  | 2 | 1 | 0 | 1 | 3  | 6  | -3 |
|  | 3. | Napoli                 | 0  | 2 | 0 | 0 | 2 | 1  | 4  | -3 |

### Risultati
| Merano 12 settembre 1936, ore 8:30 | Napoli | 1 – 2 referto | Camogli |  |

| Merano 13 settembre 1936, ore 12:00 | Florentia | 5 – 1 referto | Camogli |  |

| Merano 14 settembre 1936, ore 17:00 | Napoli | 0 – 2 referto | Florentia |  |

## Verdetti
- Florentia Campione d'Italia 1936